# João Maria Messi
João Maria Messi OSM (* 5. Oktober 1934 in Recanati) ist ein römisch-katholischer Geistlicher und Altbischof von Barra do Piraí-Volta Redonda.

## Leben
João Maria Messi trat der Ordensgemeinschaft der Serviten bei, legte die Profess am 1. April 1956 ab und empfing am 7. April 1958 die Priesterweihe.
Papst Johannes Paul II. ernannte ihn am 15. Juni 1988 zum Weihbischof in Aracaju und Titularbischof von Zucchabar. Der Erzbischof von São Sebastião do Rio de Janeiro, Eugênio Kardinal de Araújo Sales, spendete ihm am 14. August desselben Jahres die Bischofsweihe; Mitkonsekratoren waren Luciano José Cabral Duarte, Erzbischof von Aracaju, und Moacyr Grechi OSM, Bischof von Rio Branco.
Am 22. März 1995 wurde er zum Bischof von Irecê ernannt. Am 17. November 1999 wurde er zum Bischof von Barra do Piraí-Volta Redonda ernannt. Am 8. Juni 2011 nahm Papst Benedikt XVI. sein altersbedingtes Rücktrittsgesuch an.